# Otto Haeseler
Heinrich Otto August Haeseler (* 19. Dezember 1853 Esbeck; † 15. November 1928 in Hannover) war ein deutscher Physiker, Gymnasial- und Hochschullehrer.

## Leben
Otto Haeseler besuchte von Ostern 1865 bis Ostern 1873 das Gymnasium Andreanum in Hildesheim. Anschließend studierte er bis Ende September 1876 an den Universitäten Leipzig, Erlangen und Göttingen Mathematik und Naturwissenschaften. 1873 wurde er Mitglied des Corps Thuringia Leipzig. Im März 1877 bestand er in Göttingen das Examen pro facultate docendi. Im Oktober 1877 wurde er zunächst Probekandidat und im April 1878 ordentlicher Lehrer der 2. Realschule Hannover. Bis 1919 unterrichtete er als Oberlehrer die Fächer Mathematik und Physik. Zu seinen Schülern gehörte auch der jüdische Schriftsteller Werner Kraft, den er von der Untersekunda bis zur Oberprima in Mathematik und Physik unterrichtete.
Neben seiner Schullehrertätigkeit las er auch Physik für Tierärzte an der Tierärztlichen Hochschule Hannover, die ihn zum außerordentlichen Professor für Physik ernannte. In der 1929 aus Anlass der 150-Jahr-Feier der Tierärztlichen Hochschule Hannover vom 13. bis 15. Juni 1928 erschienenen Festschrift wurde er mit einem Nekrolog gewürdigt.

## Auszeichnungen
- Ernennung zum Geheimen Studienrat
- Verleihung der Ehrendoktorwürde eines Dr. med. vet. h. c. der Tierärztlichen Hochschule Hannover[2][4]

## Schriften
- Gedächtnisrede für den verstorbenen Direktor des Leibnizrealgymnasiums, Herrn Dr. Karl Waldemar Meyer, gehalten in der Aula des Leibnizrealgymnasiums zu Hannover am 30. April 1887, 1888